# 特雷莱
特雷莱（法語：Trélex）是瑞士联邦西部法语区的沃州下设的一个镇。在行政上属于尼永区管辖。特雷莱的总面积为5.78平方公里。截至2010年底，总人口为1,369。